# Cylindraspis inepta
Cylindraspis inepta, conhecida como tartaruga-gigante-de-carapaça-de-sela-de-maurício, é uma espécie extinta de tartaruga da família Testudinidae. Foi endêmica da ilha Maurício. Os últimos registros datam do início do século XVIII.

## Extinção

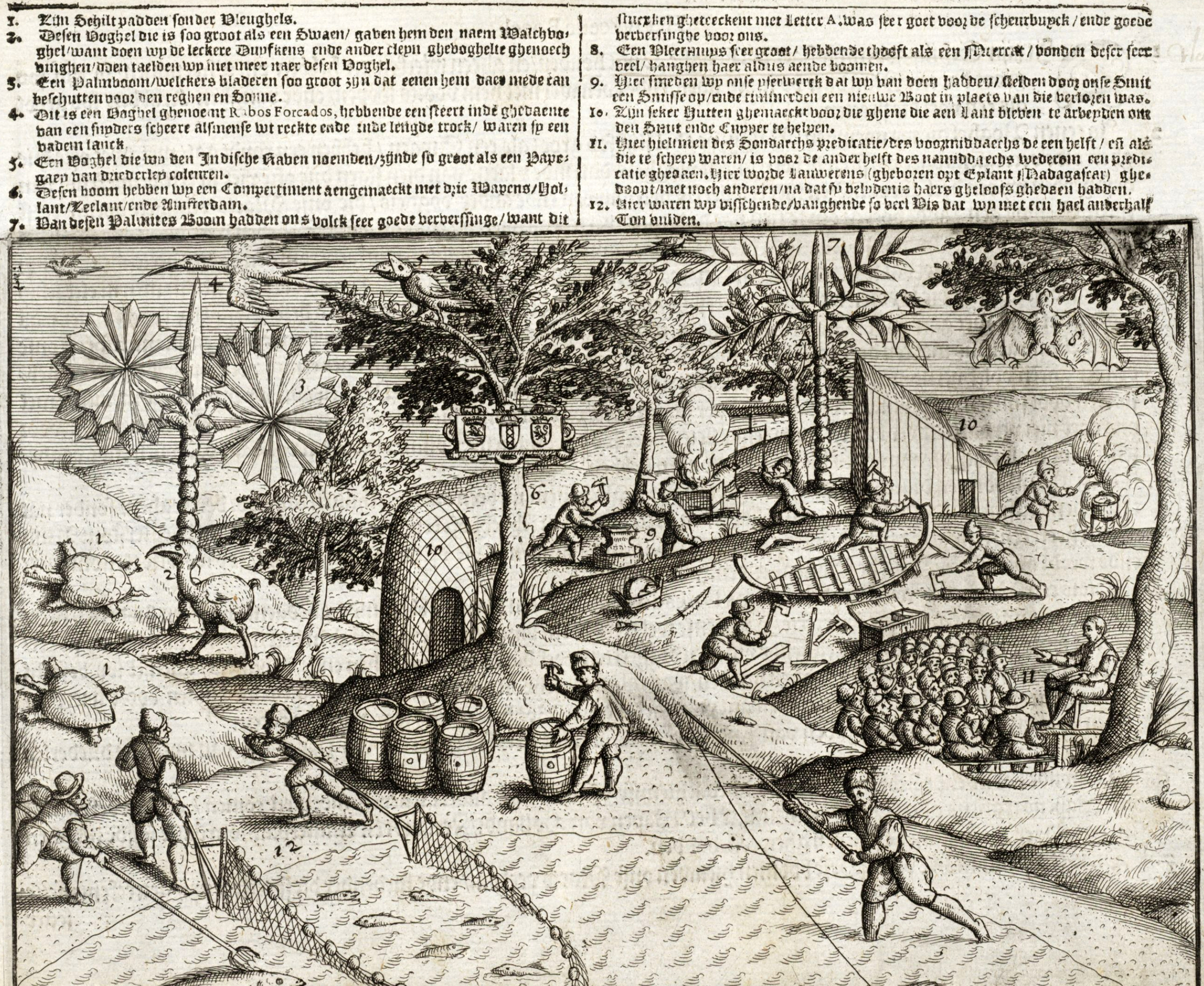
Gravura de 1601 mostrando as duas espécies de tartaruga gigante de Maurício, na extrema esquerda

Esta espécie era anteriormente numerosa em Maurício — tanto na ilha principal como em todas as ilhotas circundantes. Como Maurício foi a primeira das Ilhas Mascarenhas a ser colonizada, foi também a primeira a enfrentar o extermínio de sua biodiversidade — incluindo as tartarugas. As espécies de tartarugas, como muitas espécies da ilha, eram supostamente amigáveis, curiosas e não temiam os humanos.
Com a chegada dos neerlandeses, um grande número de ambas as espécies de tartarugas foram abatidas — seja para alimentação (para humanos ou porcos) ou para serem queimadas para obter gordura e óleo. Além disso, introduziram espécies invasoras como ratos, gatos e porcos, que comiam ovos e filhotes de tartaruga.
A espécie foi provavelmente extinta na ilha principal de Maurício por volta de 1700, e na maioria das ilhotas vizinhas por volta de 1735.

### Refúgio da ilha Redonda
Pelo menos uma das duas espécies de tartarugas gigantes de Maurício pode ter sobrevivido na ilha Redonda (ao norte de Maurício) até muitos anos mais tarde, de acordo com o relatório de Lloyd de 1846. A expedição de Lloyd em 1844 encontrou vários espécimes muito grandes de tartarugas gigantes sobrevivendo na ilha Redonda, embora a ilha já estivesse invadida por um grande número de coelhos introduzidos.
Em 1870, o governador Sir Henry Barkly estava preocupado com o desaparecimento da espécie e, em suas investigações, foi informado sobre a expedição de 1844 por um de seus membros, o Sr. William Kerr. O Sr. Kerr informou ao governador que o Sr. Corby, um dos outros exploradores de 1844, "capturou uma tartaruga terrestre fêmea em uma das cavernas da ilha Redonda e a trouxe para Maurício, onde produziu uma numerosa progênie, que foi distribuída entre seus conhecimento."
O governador não conseguiu localizar nenhum dos filhotes e, embora hipoteticamente um filhote de 1845 pudesse facilmente ter vivido até o século XXI, não se sabe o que aconteceu com os filhotes.
A própria ilha Redonda, já bastante danificada por coelhos, recebeu cabras logo em seguida. Este — ou algum outro fator — levou à extinção total das tartarugas gigantes em seu último refúgio. No ponto desconhecido quando o último dos filhotes do Sr. Corby morreu ou foi morto, a espécie estaria totalmente extinta.